# Friso Nijboer
Friso Nijboer (* 26. Mai 1965 in Nijmegen) ist ein niederländischer Schachgroßmeister.

## Leben

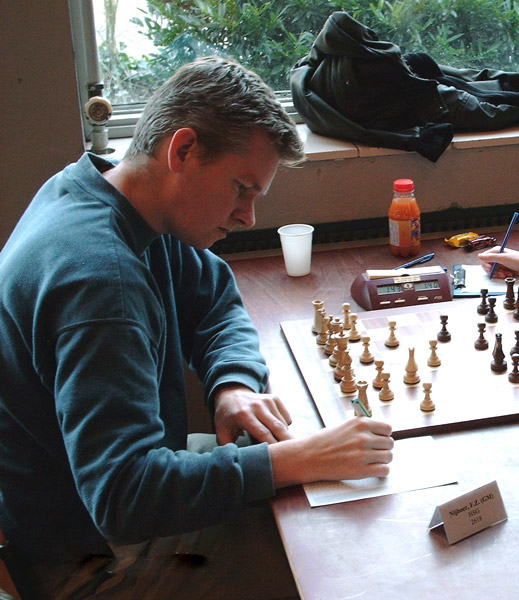
Friso Nijboer, 2007

Zu seinen Erfolgen zählen die Turniersiege 1995 in Wijk an Zee, 1999 in Den Bosch, 2002 in Vlissingen, 2003 in Groningen und Dieren sowie 2004 in Amsterdam.
Im Februar 2015 liegt er auf dem 12. Platz der niederländischen Rangliste. Seine beste Weltranglistenplatzierung und seine beste Elo-Zahl hatte er im Oktober 2006, als er mit einer Elo-Zahl von 2641 den 67. Platz belegte.
Nijboer wurde 1988 zum Internationalen Meister und 1993 zum Großmeister ernannt.

## Nationalmannschaft
Nijboer nahm mit der niederländischen Nationalmannschaft von 1996 bis 2006 an allen sechs Schacholympiaden sowie an den Mannschaftseuropameisterschaften 1992, 1997, 2001 und 2003 teil. 2001 gewann er in León sowohl mit der Mannschaft als auch in der Einzelwertung der Reservespieler.

## Vereine
In der niederländischen Meesterklasse spielte Nijboer bis 2011 für die Hilversums Schaakgenootschap, mit der er 2008, 2009, 2010 und 2011 niederländischer Mannschaftsmeister wurde und 1993 am European Club Cup teilnahm, seit 2012 spielt er für En Passant Bunschoten-Spakenburg, mit denen er 2013, 2014 und 2016 Meister wurde und dreimal am European Club Cup teilnahm.
In der deutschen Schachbundesliga spielte Nijboer in der Saison 1996/97 für die SG Bochum 31 und von 1997 bis 2004 für die SG Porz, mit der er 1998, 1999, 2000 und 2004 deutscher Mannschaftsmeister wurde. In der Saison 2006/07 spielte er für die Schachvereinigung Plettenberg in der 2. Bundesliga West, von 2010 bis 2015 spielte er in der 2. Liga für den Bochumer SV. Seit 2015 tritt er für DJK Aufwärts St. Josef Aachen an. In Frankreich spielte er bis 2006 für Echiquier Nancien, anschließend spielte er bis 2009 für Vandœuvre-Echecs. Die belgischen Interclubs gewann Nijboer 2004 und 2006 mit dem KSK 47 Eynatten, mit dem er auch 2006 am European Club Cup teilnahm, und 2009 mit den Schachfreunden Wirtzfeld, er spielte in Belgien außerdem schon für La Tour d’Ans-Loncin. In Luxemburg spielt er für Le Cavalier Differdange, mit dem er 2008 Mannschaftsmeister wurde, in der spanischen Mannschaftsmeisterschaft spielte er 2004 für CA Reverté Albox und 2008 für CE Foment Martinenc Barcelona.

## Veröffentlichungen
- Tactics in the Chess Opening 1: Sicilian Defence. Interchess BV, Alkmaar 2003, ISBN 90-5691-112-0. (mit A. C. Van der Tak)
- Tactics in the Chess Opening 2: Open Games. Interchess BV, Alkmaar 2004, ISBN 90-5691-124-4. (mit A. C. Van der Tak)
- Tactics in the Chess Opening 3: French Defence and other Half-Open Games., Interchess BV, Alkmaar 2005, ISBN 90-5691-162-7. (mit Geert Van der Stricht)
- Tactics in the Chess Opening 4: Queen’s Gambit (Trompowsky & Torre)., Interchess BV, Alkmaar 2006, ISBN 90-5691-172-4. (mit Geert Van der Stricht)